# Good Rockin' Tonight/I Don't Care If the Sun Don't Shine
Good Rockin' Tonight/I Don't Care If the Sun Don't Shine è il secondo singolo di Elvis Presley pubblicato su disco in vinile a 45 giri e disco in gommalacca a 78 giri.

## Descrizione
Il brano sul lato A è una cover di Good Rockin' Tonight, brano jump blues scritto nel 1947 da Roy Brown; la versione di Elvis 
si avvicinava molto a quella di Brown, con una modifica nel ritornello, che fu reso più semplice cantando la frase «We're gonna rock, rock, rock!». Il brano non venne ben accolto dal pubblico e dalla critica, che definì il secondo singolo di Presley come una "fregatura".
La canzone fu anche scelta per il film biografico per la televisione di Elvis Presley Elvis interpretato da Jonathan Rhys-Meyers nella parte di Elvis; fu usata in una scena in cui si esibiva al Louisiana Hayride nel 1956.
Sul lato B invece venne incisa una cover di I Don't Care If the Sun Don't Shine di Mack David, brano già inciso tra gli altri da Patty Page e Dean Martin; nel brano sono presenti delle percussioni suonate molto probabilmente dallo stesso Elvis.
Entrambi i brani furono inseriti nel 1959 nell'album antologico A Date with Elvis.

## Tracce
Lato A
1. Good Rockin' Tonight – 2:07 (Roy Brown)

Lato B
1. I Don't Care If the Sun Don't Shine – 2:27 (Mack David)

## Formazione
- Elvis Presley – voce solista, chitarra acustica ritmica
- Scotty Moore – chitarra elettrica solista
- Bill Black – basso